# Pavica Hrazdira
Pavica Hrazdira, rođ. Milić (Ivanec, 28. lipnja 1895. – 11. ožujka 1975.), bila je ivanečka književnica, poduzetnica, predsjednica HPD "Ivančica" Ivanec.

## Životopis
Između dva svjetska rata bila je aktivna sudionica ivanečkog društvenog života; spisateljica, amaterska glumica, predsjednica planinarskog društva i poduzetnica u rudarstvu. Novele i pripovijetke o ivanečkoj sirotinji počela je pisati 1922. godine. Prozni radovi prožeti su socijalnom i društvenom tematikom koji vjerno oslikavaju teške životne prilike sela i rudarskih obitelji nakon Prvog svjetskog rata. Pavičinu pripovjednu prozu karakteriziraju osebujni likovi u sukobu s okolinom zbog nemogućnosti ostvarenja svojih ideala. Vješto je portretirala i psihološki analizirala seoske žene, mladiće i seljake-traumatizirane povratnike iz ratova u maloj sredini, koja sa zavišću, a ponekad i neprikrivenom zlobom stvara prepreke njezinim junacima. Najčešće je to nesebična seoska sirotinja kojoj život ništa nije dao, naprotiv sve je oduzimao, pa je ishod uvijek tragičan. Svoje novele opisala je sljedećim riječima: "Opisivala sam bijedu...u tim mojim radovima sve je faktički točno i istinito: bila je velika bijeda, opisana kakva je onda bijeda bila'...
U "Varaždinskim novostima" pisala je o ljepoti Ivanščica i djelatnosti planinarskog društva. Osim proze, pisala je putopise i pjesme. Njezinu pjesmu Ivanečke sele, kasnije preimenovanu u popijevku Poleg jedne velke gore koju je uglazbio je ivanečki skladatelj Rudolf Rajter. Popijevka je ubrzo postala omiljena među Ivančanima, pa i šire, te je postala tako velika da se smatra pučkom kajkavskom popijevkom.

## Djela

### Novele i pripovijetke
- U zagorskom vlaku (1937.)
- Vanjče (1937.)
- Zvonarica (1938.)
- Mikula (1938.)
- Dolari (1939.)
- Težak san (1939.)
- Tomek (1939.)
- Jankić (1940.)
- Petar i Pavao (1940.)

### Putopisi
- Uzduž po Hrvatskome zagorju
- Od Mangarta do Triglava